# Week van de Smaak
De Week van de Smaak is een nationaal culinair evenement, waarbij doorgaans traditionele, ambachtelijke, duurzame voeding en Slow Food centraal staat. In een groeiend aantal landen, waaronder in Frankrijk, België, Zwitserland, Nederland, wordt dit evenement georganiseerd.
Het fenomeen ontstond in 1990 in Frankrijk als een Dag van de Smaak, (la) Journée du goût, die plaatsvond op 15 oktober 1990. In 1992 werd het evenement uitgebreid tot een Week van de Smaak. Zwitserland nam de formule over in 2001. In België vond de Week van de Smaak voor het eerst plaats in 2006. Nederland volgde in 2007. De Week van de Smaak wordt in Nederland georganiseerd door Stichting Week van de Smaak en vindt in 2011 plaats in de eerste week van oktober. In Vlaanderen werd het initiatief genomen door FARO. Vlaams steunpunt voor cultureel erfgoed, later werd de opdracht overgenomen door Vol-au-Vent.